# Cassoeula

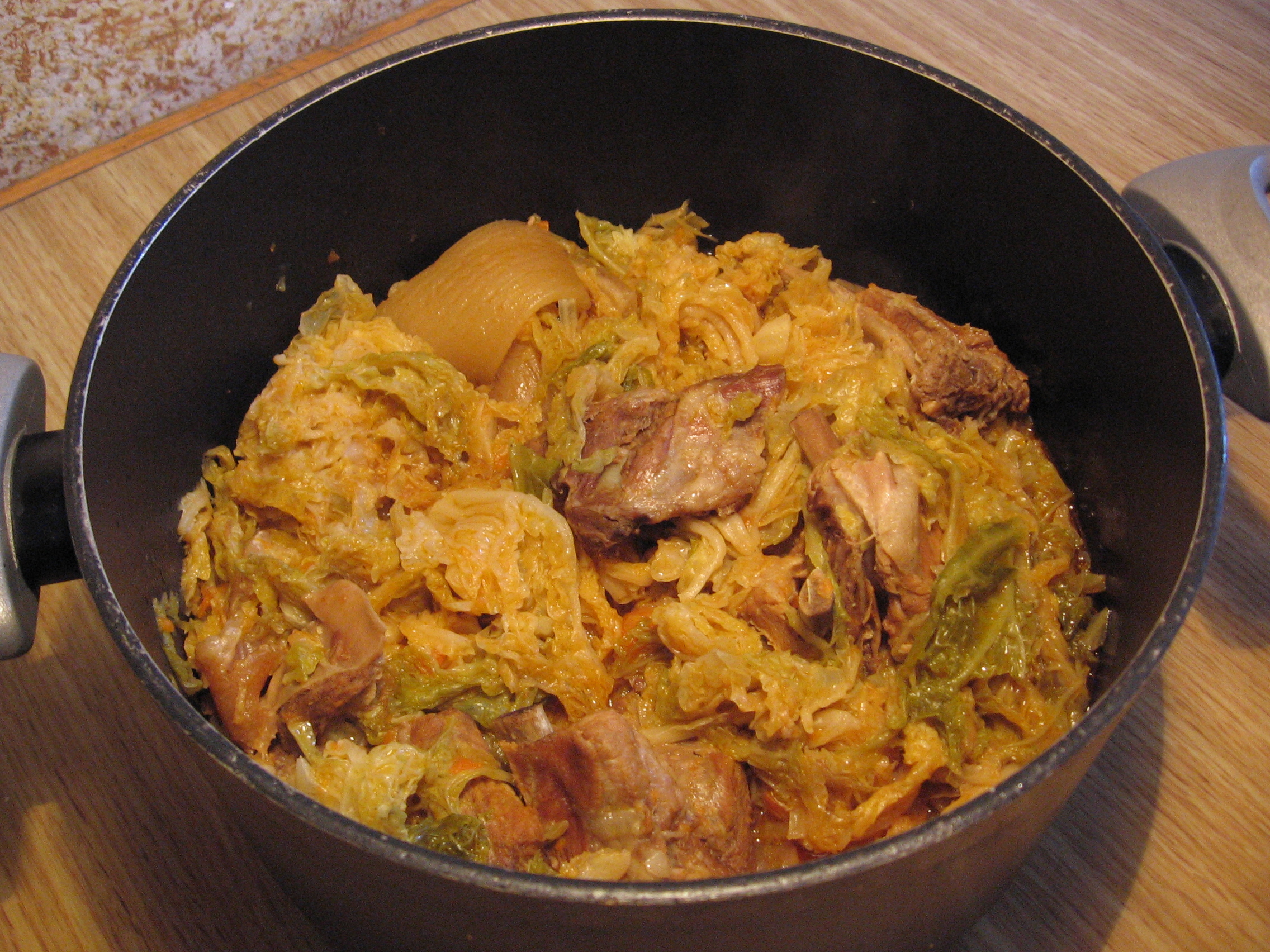
Cassoeula

Cassoeula (także: cassoeûla, w Ticino: cazzöla) – danie mięsne kuchni lombardzkiej oraz kuchni Ticino w Szwajcarii.
Jest to zestaw mięs (rodzaj gulaszu z wieprzowiny), podawanego z kapustą. Z uwagi na rozgrzewający charakter należy do dań typowo zimowych. Posiada słodki i delikatny smak. Do jej przygotowania używa się odmiany kapusty o nazwie verza. Osiąga ona dojrzałość późną jesienią lub na początku zimy i należy ją zebrać po pierwszych mrozach. Wkłada się ją jeszcze zimną do wrzącej wody razem z kawałkami mięsa, które zależnie od tradycji kulinarnej regionu mogą być zróżnicowane - najczęściej są to nóżki wieprzowe, ale:
- w Como może być to głowa wieprzowa,
- w Pavii tylko kości,
- w zachodniej Lombardii, na granicy z Piemontem - gęsina[3].

Jako dodatki i przyprawy występują, zależnie od regionu: koncentrat pomidorowy, cebula, seler, posiekana marchew i pieprz. Receptura powstała prawdopodobnie już w XVI wieku.